# 시노페 (신화)
시노페(Sinope)는 그리스 신화에 나오는 아소포스의 딸이다. 강의 신 아소포스가 강의 신 라돈의 딸 메토페와 결혼하여 태어난 딸로서, 아이기나, 안티오페, 테베, 코르키라, 살라미스, 하르피나, 이스메네, 네메아, 타나그라, 테스피아 등의 자매이다. 제우스가 시노페를 유혹하기 위하여 한 가지 소원을 들어 주겠다고 약속하자, 시노페는 처녀로 남게 해달라고 대답하였다. 이로써 제우스는 하는 수 없이 시노페의 처녀성을 지켜 주었다고 한다. 그러나 아폴론은 시노페를 파플라고니아의 한 도시로 데려가 아들 시로스를 낳았다. 파플라고니아의 도시는 그녀의 이름을 따서 시노페라고 불리게 되었다. 시로스는 키클라데스제도에 있는 섬 이름이 되었으며, 시리아의 왕이 되었다.